# X 2000

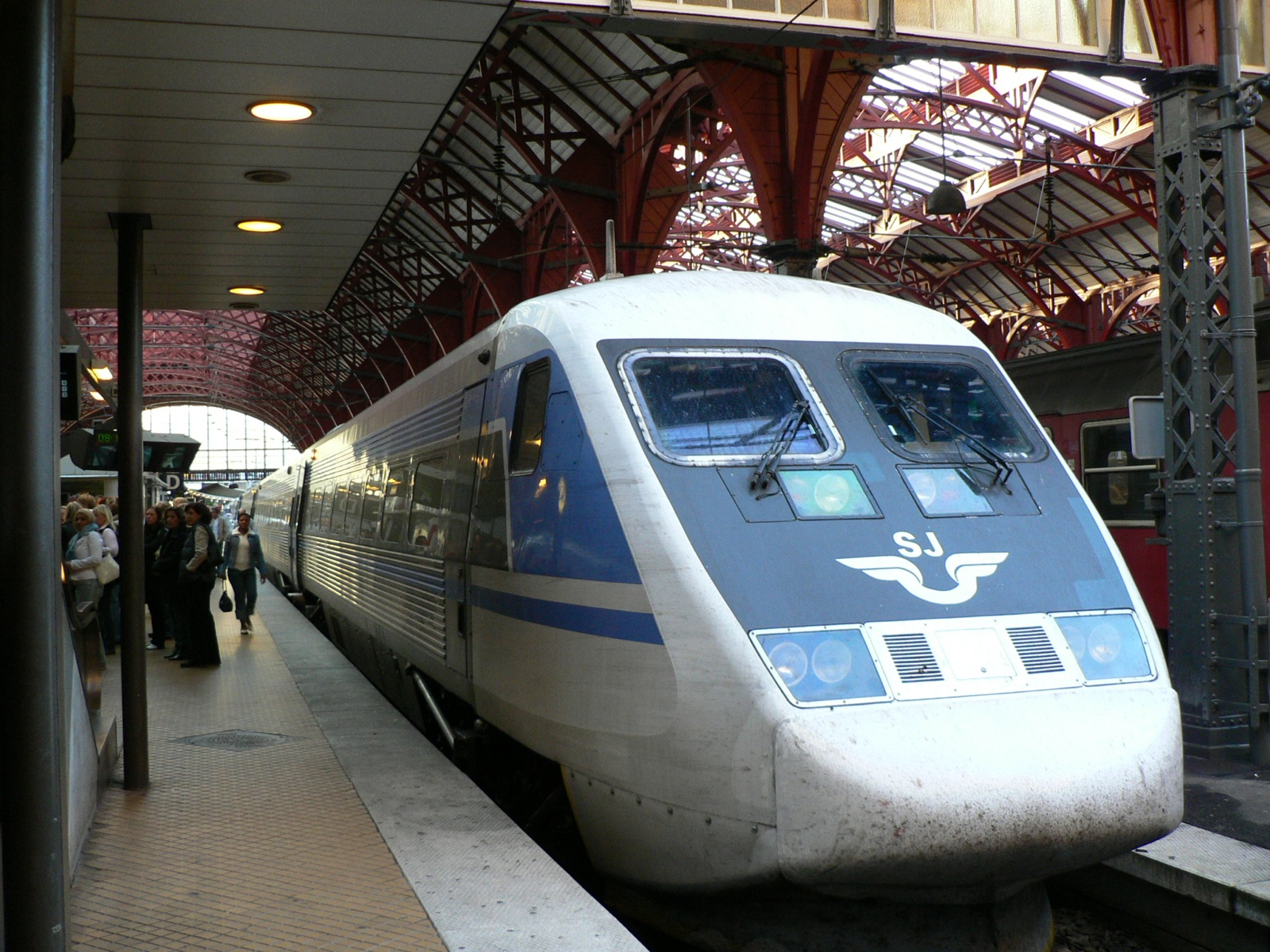
외레순 선을 통해서 덴마크와 스웨덴을 왕복하는 SJ 2000 열차

X 2000은 스웨덴의 SJ에서 운영하는 시속 200km급 고속 열차이다. 1990년 무료 식사, 팩스가 포함된 1등석 전용 열차로 영업을 시작하였으며, 차내에는 식당차가 있다. 처음에는 많이 투입되지 않았으니 1995년부터 2등석이 설치되면서 운행 빈도가 늘었다. 차량의 설계 최고 속도는 시속 210km이나, 전차선, 신호, 선로 상태(대부분 선로를 일반 열차와 공유함) 때문에 영업 시에는 최고 시속 200km까지만 낸다. 스톡홀름-예테보리/말뫼 간 선로는 직선 구간이 많지만, 기타 선구는 곡선 구간이 많은 편이다.
2000년부터 2004년까지는 NSB와의 합작으로 Linx 서비스를 제공하기도 했으며, 당시 운행 구간은 오슬로-예테보리-말뫼-코펜하겐, 오슬로-스톡홀름이다. 저가 항공의 발달로 인하여 상대적으로 느린 열차의 이용 빈도가 줄어들어서 영업을 중단하였다.
모든 열차에는 무료 무선 인터넷과 휴대폰 중계기가 장착되어 있으며, 모든 좌석에 전원 콘센트가 장착되어 있다.
SJ 2000은 고속 서비스의 브랜드 이름이며, 거의 모두 X2 열차로 운행하지만 가끔씩 X40 전동차나 Rc 기관차가 SJ 2000 서비스에 투입되기도 한다.

## 영향
SJ 2000 서비스가 도입된 후, 더 빠르고 효율적으로 열차를 운행할 수 있게 되었다. 이는 SJ를 흑자 운영으로 전환시켰다. 또한 인구가 많이 분산되어 있는 스웨덴에도 철도가 효율적으로 운행될 수 있음을 증명하였다. 1991년부터 스웨덴 정부에서는 철도에 투자하기 시작하여, 년간 50~100억 크로나를 철도 개선에 투자하고 있다. SJ 2000이 도입된 1990년대 후반에는 1940년대의 열차 운행량을 따라잡았다.
SJ 2000 열차가 많이 투입되면서 선로 용량이 포화 상태에 이르고 있다. 2000년과 2008년의 SJ 2000 열차 소요 시간을 비교해 보면 후자 쪽이 증가하였다. 예로 스톡홀름-말뫼간 소요 시간은 2008년에 2000년보다 21분 증가하였다. SJ 2000 열차, 일반 여객 열차, 화물 열차가 한 선로를 공유하기 때문에 생기는 문제이다.

## 운행 구간
SJ 2000은 다음 구간에 운행된다.
| 운행 구간                             | 시간       | 거리 / 표정 속도  | 일일 편도 운행 횟수                                    |
| ------------------------------------- | ---------- | ----------------- | ------------------------------------------------------ |
| 스톡홀름–팔룬                         | 2시간 23분 | 253 km / 106 km/h | 2                                                      |
| 스톡홀름–예블레                       | 1시간 21분 | 182 km / 134 km/h | 11                                                     |
| 스톡홀름–예테보리 중간역 경유         | 3시간 7분  | 455 km / 146 km/h | 16                                                     |
| 스톡홀름–예테보리 직통                | 2시간 52분 | 455 km / 159 km/h | 2                                                      |
| 스톡홀름–옌셰핑 네셰 경유             | 3시간 10분 | 389 km / 123 km/h | 1                                                      |
| 스톡홀름–칼스타드                     | 2시간 9분  | 329 km / 145 km/h | 3 1편성은 아르비카로 연장 운행하며, 2편성은 아르비카발 |
| 스톡홀름–코펜하겐                     | 5시간 4분  | 661 km / 130 km/h | 2                                                      |
| 스톡홀름–말뫼                         | 4시간 20분 | 614 km / 140 km/h | 13                                                     |
| 스톡홀름–네셰                         | 2시간 28분 | 346 km / 140 km/h | 14                                                     |
| 스톡홀름–셰브데                       | 1시간 57분 | 311 km / 160 km/h | 18                                                     |
| 카트린홀름–셰브데                     | 1시간 2분  | 180 km / 174 km/h | 7                                                      |
| 스톡홀름–스트룀스타드                 | 4시간 55분 | 558 km / 115 km/h | 1 (여름에만 운행함)                                    |
| 스톡홀름–순스발                       | 3시간 19분 | 402 km / 121 km/h | 8                                                      |
| 스톡홀름–우데발라                     | 3시간 45분 | 466 km / 125 km/h | 1                                                      |
| 스톡홀름–오레                         | 5시간 52분 | 658 km / 113 km/h | 1 (12월-5월, 6월-8월 한정, 겨울에는 운행 편수 증가함)  |
| 스톡홀름–외스테르순드 볼네스 경유     | 4시간 38분 | 551 km / 120 km/h | 2 (하행 2, 상행 1)                                     |
| 스톡홀름–외스테르순드 순스발 경유     | 5시간 33분 | 602 km / 109 km/h | 1 (상행 1)                                             |
| 코펜하겐–예테보리 말뫼, 헤셀홀름 경유 | 3시간 36분 | 352 km / 98 km/h  | 3                                                      |
| 코펜하겐–벡셰 말뫼, 알베스타 경유     | 2시간 33분 | 245 km / 96 km/h  | 1                                                      |

스톡홀름-예테보리 구간은 하루 최대 11,500명의 좌석 승객을 수용할 수 있으며, 연간 3백만 명 이상을 수용할 수 있다. 일부 구간에는 X40 열차가 투입되며, 영업 최고 속도는 똑같은 시속 200km이지만 가감속 면에서 X2보다 더 우수하다. X2 열차가 고장난 경우를 대비하여 X2 내장재로 개조한 일부 객차가 있다. 2010년 8월 15일부터 스톡홀름/예테보리-오덴세 간 X 2000 운행이 시작되었다.